# Czarna (Góry Suche)
Czarna (723 m n.p.m.) (niem. Schwarzekoppe, cz. Mez) – góra graniczna w południowo-zachodniej Polsce i północnych Czechach, w Sudetach Środkowych, w Górach Kamiennych, w paśmie Gór Suchych.
Wzniesienie położone w Sudetach Środkowych, w Górach Kamiennych, we wschodniej części pasma Gór Suchych (cz. Javoří hory), w masywie Słonecznej Kopy, na południe od miejscowości Świerki i na północny zachód od miejscowości Dworki. Przez wierzchołek przechodzi polsko-czeska granica państwowa.
Jest to wzniesienie zbudowane z permskich skał wylewnych - melafirów (trachybazaltów), które są eksploatowane w kamieniołomie na wschodnom zboczu.
Szczyt po stronie czeskiej porośnięty lasem świerkowym regla dolnego, po polskiej stronie rozciągają się niewielkie zagajniki pola, łąki i nieużytki. Czeska, południowo-zachodnia część wzniesienia znajduje się w Obszarze Chronionego Krajobrazu Broumovsko.

## Turystyka
Przez szczyt przechodzi szlak turystyczny:
- zielony – szlak graniczny prowadzący wzdłuż granicy z Tłumaczowa do Przełęczy Okraj.